# 愛龍寶螺
愛龍寶螺（学名：Cypraea errones）为寶螺科寶螺屬下的一个种。